# ヘッセン＝ダルムシュタット方伯領

ヘッセン＝ダルムシュタット
方伯領
Landgrafschaft Hessen-Darmstadt

1789年のヘッセン＝ダルムシュタット（小豆色で示された地域）

ヘッセン＝ダルムシュタット方伯領（独: Landgrafschaft Hessen-Darmstadt）は、神聖ローマ帝国の領邦国家。1567年にヘッセン方伯フィリップ1世の4人の息子たちがヘッセン方伯領を分割相続した際に成立し、首都をダルムシュタットにおいた。ナポレオン戦争の結果として1806年に神聖ローマ帝国が消滅すると、ヘッセン＝ダルムシュタットはヘッセン大公国に昇格した。

## 歴史
ヘッセン＝ダルムシュタット方伯領は、ヘッセン方伯フィリップ1世の4人の息子達のうち一番年下のゲオルク1世の相続領として成立した。
1604年にヘッセン＝マールブルク方伯領の相続人が絶えると、マールブルク方伯領の継承をめぐってカルヴァン派領邦のヘッセン＝カッセルとルター派領邦のヘッセン＝ダルムシュタットの間で長期間にわたる激しい対立関係が生じた。ヘッセン＝カッセルの影響下にあったマールブルク大学がカルヴァン派大学だったため、ヘッセン＝ダルムシュタット方伯家はこれに対抗して1607年にルター派大学のギーセン大学を創設した。同族関係にあるヘッセン＝カッセルとヘッセン＝ダルムシュタットの争いは三十年戦争にまで及び、前者がプロテスタント側で戦ったのに対し、後者は神聖ローマ皇帝軍に味方をした。
1803年の帝国代表者会議主要決議に伴う聖俗の諸領邦の世俗化と陪臣化により、ヘッセン＝ダルムシュタットは広大な近隣地域を自領に併合することができた。ヘッセン＝ダルムシュタットに組み込まれた主な地域としては、ケルン大司教領の一部だったヴェストファーレン公国、マインツ大司教領やヴォルムス司教領の一部があった。1806年の神聖ローマ帝国消滅に際して、ヘッセン家の家長であるヘッセン（＝カッセル）選帝侯ヴィルヘルム1世が廃位され領国を没収されると、時のヘッセン＝ダルムシュタット方伯ルートヴィヒ10世はヘッセン大公を号した。

## ヘッセン＝ダルムシュタット方伯
- ゲオルク1世（在位：1568年 - 1596年）
- ルートヴィヒ5世（在位：1596年 - 1626年）
- ゲオルク2世（在位：1626年 - 1661年）
- ルートヴィヒ6世（在位：1661年 - 1678年）
- ルートヴィヒ7世（在位：1678年）
- エルンスト・ルートヴィヒ（在位：1678年 - 1739年）
- ルートヴィヒ8世（在位：1739年 - 1768年）
- ルートヴィヒ9世（在位：1768年 - 1790年）
- ルートヴィヒ10世（在位：1790年 - 1830年、1806年よりヘッセン大公ルートヴィヒ1世）